# Shaban Demiraj
Shaban Demiraj (ur. 1 stycznia 1920 we Wlorze, zm. 30 sierpnia 2014 w Tiranie) – albański językoznawca, przewodniczący Akademii Nauk Albanii w latach 1993–1997.

## Życiorys
Po ukończeniu szkoły muzułmańskiej w Tiranie (medresy), w 1946 rozpoczął naukę w Instytucie Pedagogicznym, a następnie w Wyższym Instytucie Pedagogicznym w Tiranie. Po ukończeniu studiów w latach 1948–1954 pracował jako nauczyciel w szkołach średnich w Tiranie i w Gjirokastrze. W 1954 rozpoczął pracę wykładowcy w Wyższym Instytucie Pedagogicznym, a następnie na Uniwersytecie Tirańskim. W 1962 został kierownikiem katedry języka albańskiego, a od 1962 pełnił funkcję prodziekana Wydziału Historyczno-Filologicznego Uniwersytetu Tirańskiego. W 1990 przeszedł na emeryturę.
Prowadził badania naukowe w zakresie morfologii współczesnego języka albańskiego, gramatyki historycznej i historii albańskiego języka pisanego. Badanie Demiraja potwierdzały tezę głoszącą, że znaczna część słownictwa języka albańskiego powstała przed pojawieniem się Słowian na Bałkanach. Demiraj był redaktorem i współautorem Gramatyki języka albańskiego, wydanej po raz pierwszy w 1976. Był także tłumaczem powieści Jacka Londona na język albański. W 1989 został wybrany członkiem Akademii Nauk Albanii, a w 1993 jej przewodniczącym. Zmarł po długiej chorobie 30 sierpnia 2014.
Laureat nagrody państwowej I stopnia i tytułu Wielkiego Mistrza (Mjeshtër i Madh). Członek honorowy Akademii Dyplomatycznej w Londynie oraz Akademii Nauk i Sztuk Kosowa. Imię Demiraja nosi jedna z ulic we Wlorze. W 2000 został wybrany Honorowym Obywatelem Wlory.
Syn Demiraja, Bardhyl (ur. 1958) jest znanym albańskim językoznawcą.

## Prace naukowe
- 1972: Çështje të sistemit emëror të gjuhës shqipe
- 1975: Sistemi i lakimit në gjuhën shqipe
- 1986: Gramatikë historike e gjuhës shqipe
- 1988: Gjuha shqipe dhe historia e saj
- 1994: Gjuhësi ballkanike
- 1996: Fonologjia historike e gjuhës shqipe
- 1999: Prejardhja e Shqiptarëve në dritën e dëshmive të gjuhës shqipe
- 2008: Epiri, Pellazgët, Etruskët dhe Shqiptarët